# McDonnell XHJH Whirlaway
McDonnell XHJH Whirlaway byl americký experimentální dvourotorový vrtulník navržený a vyrobený společností McDonnell Aircraft pro United States Navy. Jednalo se celosvětově o první úspěšný dvoumotorový vrtulník se dvěma rotory, a v době jeho vzniku také o největší vzlétnuvší vrtulník.

## Vznik a vývoj
V roce 1944 vypsalo US Navy požadavky na velký záchranný vrtulník s kapacitou deseti osob. Projekt zpočátku nesl označení XHJD-1, krátce po prvním letu byl přeznačen na XHJH-1. XHJH-1 poprvé vzlétl v dubnu 1946:s.70 a vyznačoval se uspořádáním se dvěma nosnými rotory nesenými na koncích křídelních pylonů s opačným smyslem otáčení. Každý rotor byl poháněn jedním hvězdicovým motorem Pratt & Whitney R-985 o výkonu 450 hp (336 kW). Typ byl až do června 1951 zkoušen v různých konfiguracích a s rotory o různých průměrech, a poté byl darován National Air and Space Museum.:s.71–72

## Varianty
XHJD-1
Původní označení US Navy.
XHJH-1
Označení změněné v době zalétání typu.

## Vystavené exempláře
Jediný vyrobený XHJH-1 se nachází ve sbírkách National Air and Space Museum.

## Specifikace
Údaje podle:s.72

### Technické údaje
- Osádka: 2 (pilot a palubní inženýr)[p 1]
- Délka trupu: 9,8 m (32 stop a 2 palce)
- Průměr nosného rotoru: 14,02 m (46 stop) až 15,24 m (50 stop) každý
- Celková šířka: 26,52 m (87 stop)
- Výška: 3,73 m (12 stop a 3 palce)
- Prázdná hmotnost: 3 629 kg (8 000 liber)
- Maximální vzletová hmotnost: 4 990 kg (11 000 liber)
- Pohonná jednotka: 2 × vzduchem chlazený devítiválcový hvězdicový motor Pratt & Whitney R-985-AN-14B Wasp Junior
- Výkon pohonné jednotky: 336 kW (450 hp)

### Výkony
- Maximální rychlost: 193 km/h (104 uzlů, 120 mph)
- Cestovní rychlost: 145 km/h (78 uzlů, 90 mph)
- Dolet: 483 km (261 nm, 300 mil)
- Dostup: 3 930 m (12 900 stop)